# Harry Grey (Filmproduzent)
Harry Grey (* 1. April 1905 in Brooklyn, New York City; † 17. Oktober 1963 in Los Angeles, Kalifornien) war ein US-amerikanischer Filmproduzent und Filmschaffender, der für seine beiden Kurzfilme Champagne for Two (1947) und Samba-Mania (1948) für einen Oscar nominiert war.

## Biografie
Greys erste gelistete Filmarbeit stammt aus dem in den USA am 18. Januar 1936 erschienenen Western The Oregon Trail, in dem John Wayne die Hauptrolle spielte. Grey hatte die Aufsicht über die Musikabteilung. Im selben Jahr steuerte er zu Joseph Kanes Western Guns and Guitars mit Gene Autry in der Hauptrolle den Song Dreamy Valley bei. Für den Fantasyfilm Undersea Kingdom von 1936, bei dem die Regie wiederum bei Joseph Kane zusammen mit B. Reeves Eason lag, oblag Grey erneut die Aufsicht über die Musikabteilung. Daran schloss sich die Arbeit in einem weiteren Western mit John Wayne an, der den deutschen Titel Winde der Wildnis erhielt, Originaltitel Winds of the Wasteland, in dem Grey die Verantwortung für die musikalische Untermalung trug. Auch in dem weiteren Western The Old Corral von Joseph Kane, und wiederum mit Gene Autry, war das der Fall. 
Im Jahr 1943 arbeitete Grey wiederum mit Joseph Kane in einem Western zusammen, in dem Roy Rogers in der Titelrolle des King of the Cowboys zu sehen war. Diesmal trat Grey als Produzent des Films auf. Für seinen 1947 produzierten Kurzfilm Champagne for Two war Grey 1948 für einen Oscar in der Kategorie „Bester Kurzfilm“ (2 Filmrollen) nominiert, musste den Vortritt jedoch Irving Allen und seinem Film Climbing the Matterhorn überlassen. Im darauffolgenden Jahr war er erneut mit einem Kurzfilm, diesmal Samba-Mania, in derselben Kategorie für einen Oscar nominiert, der allerdings an Walt Disney und seinen Film Die Robbeninsel ging. Greys letzte gelistete Arbeit als Produzent ist der romantische Kurzfilm Catalina Interlude mit Jimmy Dorsey von 1948, in dem viel Musik erklingt.
Harry Grey starb 1963 im Alter von 58 Jahren. Er blieb zeit seines Lebens unverheiratet.

## Filmografie (Auswahl)
- 1936: Guns and Guitars (Lied: Dreamy Valley, geschrieben zus. mit Oliver Drake)
- 1937: All Over Town (Musik: Flageolet and Drums)
- 1941: Sunset in Wyoming (Musik: Heebie Jeebie Blues)
- 1941: Sierra Sue (Musik: Heebie Jeebie Bues)

Aufsicht in der Musikabteilung
- 1936: The Oregon Trail
- 1936: The Girl from Mandalay
- 1936: Wie vom Winde verweht (The Lonely Trail)
- 1936: Undersea Kingdom
- 1936: Winde der Wildnis (Winds of the Wasteland)
- 1936: Zorro – Der blutrote Adler (The Vigilantes Are Coming)
- 1936: Drei ohne Furcht und Tadel (The Three Mesquiteers)
- 1936: The Old Corral
- 1937: Hit the Saddle
- 1937: Manhattan Merry-Go-Round
- 1940: Young Bill Hickok

als Produzent
- 1938: Ladies in Distress
- 1938: Western Jamboree
- 1939: Blue Montana Skies
- 1939: Cowboys from Texas
- 1940: Heroes of the Saddle
- 1940: The Trail Blazers
- 1941: Ridin’ on a Rainbow
- 1942: Heart of the Rio Grande
- 1943: King of the Cowboys
- 1943: Man from Music Mountain
- 1944: Lake Placid Serenade
- 1945: Love, Honor and Goodbye
- 1947: Champagne for Two (Kurzfilm)
- 1948: Samba-Mania (Kurzfilm)
- 1948: Catalina Interlude (Kurzfilm)

## Auszeichnungen
- Oscarverleihung 1948: Oscarnominierung für Champagne for Two
- Oscarverleihung 1949: Oscarnominierung für Samba-Mania